# 羅曼事件
羅曼事件（德語：Lohmann-Affäre），或又稱「菲比斯醜聞案」（Phoebus-Skandal）是一件發生於威瑪共和國「國家海軍」內部的醜聞案，海軍上校瓦爾德·羅曼（Walter Lohmann）透過出售在協約國要求下報廢的軍艦換取資金，以作違反《凡爾賽條約》、暗中重整軍備的活動投資來源，此事後被揭發，導致海軍大批人員遭到清算，總司令漢斯·曾克爾上將亦因此被迫去職。